# Церква Різдва Пресвятої Богородиці (Заруддя)
Церква Різдва Пресвятої Богородиці в Зарудді — парафія і храм 2-го Збаразького благочиння Тернопільської єпархії Православної церкви України в селі Заруддя Тернопільського району Тернопільської области.

## Історія церкви
У селі зберігся дерев'яний храм Різдва Пресвятої Богородиці, збудований у 1874 році на кошти парафіян.
Храм пережив важкі часи радянської влади, але відродився. У 2007 році його обклали сайдингом та встановили нові куполи. У 2008–2009 роках розпис церкви виконав художник Володимир Федак. З нагоди 135-річчя храму відбулася архієрейська Літургія та чин оновлення. Єпископ Тернопільський і Бучацький Нестор нагородив священника Мирослава Ожибка орденом святого великомученика Юрія Переможця, а також відзначив старосту, касира, меценатів та парафіян.
У 2005 році в родині Кознодій сталося велике чудо: самообновилася ікона святої великомучениці Варвари. Сім'я передала ікону до храму. На згадку про цю подію 17 грудня, у день святої великомучениці Варвари, для жителів навколишніх сіл є днем відпусту та загального святкування.

## Парохи
- о. Гороховський,
- о. Юркевич,
- о. Северіан,
- о. Олександр Осадовський,
- о. Афанасій Іванський,
- о. Артем Яблонський,
- о. Владислав (Галькевич),
- о. Карно Гоголюк,
- о. Іван Пивоварчук,
- о. Михаїл Пилипів,
- о. Олександр Кантицький,
- о. Мирослав Ожибко.